# Peter Pechlin

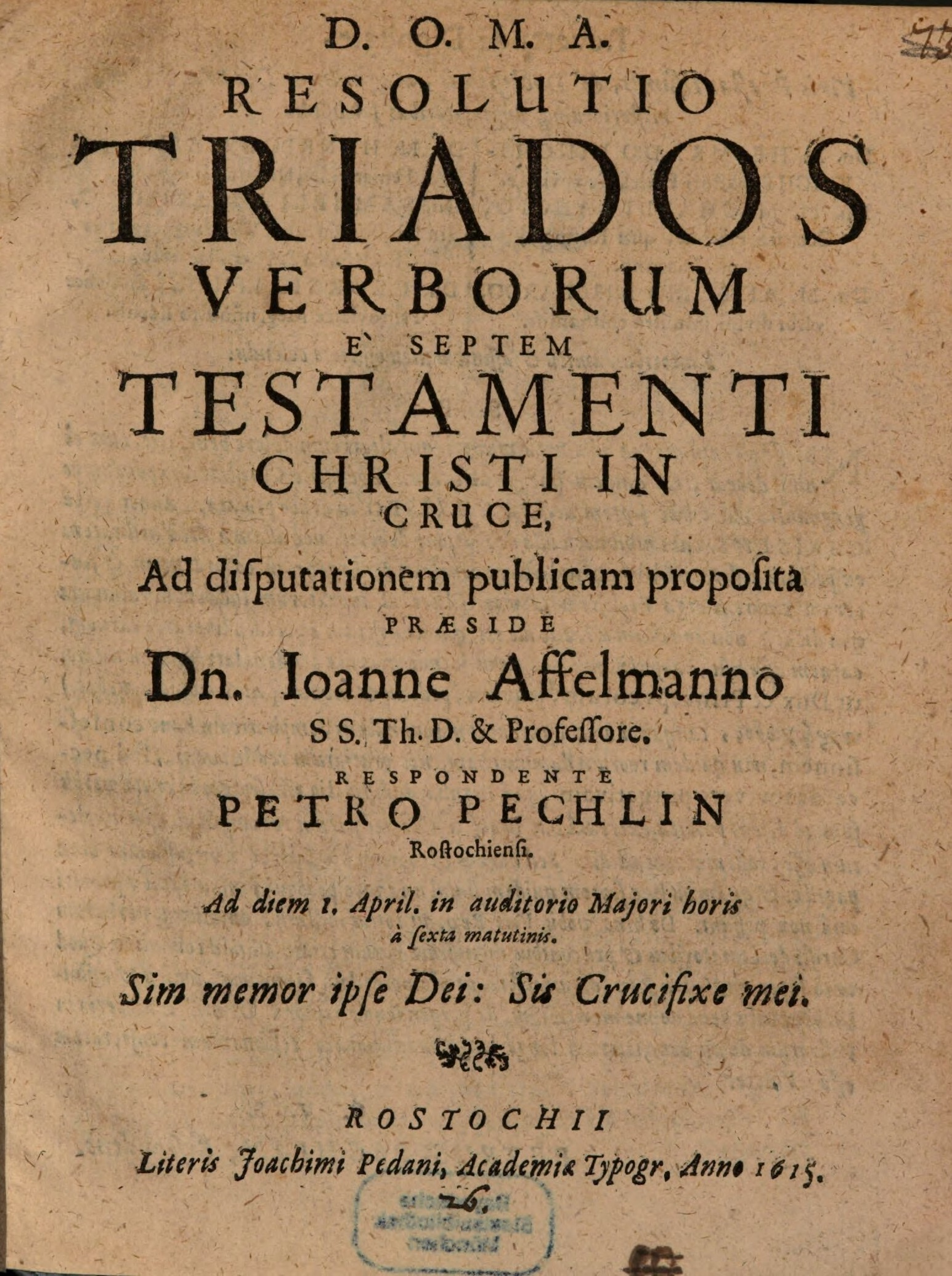
Titelblatt der Dissertation, Rostock

Peter Pechlin (* um 1592 in Rostock; † Dezember 1664 in Osnabrück) war Konrektor, Prediger und Konsistorialrat in Osnabrück.

## Familie
Peter Pechlin stammt aus dem auf Fehmarn beheimateten Geschlecht Pechlin. Er war ein Sohn von Steffen Pechlin, als Adjunkt an der Rostocker Stadtkasse erwähnt (1590), später Ratsherr in Burg/Fehmarn (urk. 1602–29) und Teke Rauert. Er heiratete Margaretha Meier. Das Paar hatte den Sohn Peter Pechlin, der am 6. Februar 1671 als Pastor von Brockdorf ordiniert wurde und den 3. Mai 1676 starb. Johann Nikolaus Pechlin (1646–1706), Mediziner und Prinzenerzieher, der in Leiden geboren wurde, wurde von Strubberg in seinem Entwurf einer Osnabrückischen Historie, S. 81, als ein „Westphälinger“ bezeichnet. Möglicherweise ist er tatsächlich ein Sohn von Peter Pechlin, denn Johann Nikolaus wird als Pastorensohn bezeichnet.

## Leben
Pechlin wurde wahrscheinlich in Rostock geboren, wo sein Vater 1590 Adjunkt an der Stadtkasse war. Er war im Wintersemester 1614/15 an der Universität Rostock immatrikuliert, wo er am 27. April 1615 zum Magister promovierte. Seine Dissertation datiert vom 1. Mai 1615 Pechlin arbeitete zunächst als Lehrer. Von 1618 bis 1621 war er Konrektor an der Osnabrücker Ratsschule und danach Rektor der Ratsschule in Minden (1621–1633). 1633 wurde Magister Petrus Pechlin auf die 2. Pfarrstelle an der Osnabrücker Marienkirche berufen. Dieses Amt übte er bis 1658 aus. Danach war er bis 1663 erster Prediger an St. Marien. Er starb 1664 78-jährig in Osnabrück.

## Schriften
- Resolutio Triados Verborum E Septem Testamenti Christi In Cruce (Dissertation vom 1. Mai 1615 in Rostock). Rostock 1615. (Digitalisat)
- Disputatio Ethica De Iusticia Et Iure Affinibusq[ue] materiis, quibus Aristotelis liber quintus integre absoluitur. Rostock 1615.